# KKS Unia Tczew (wioślarstwo)

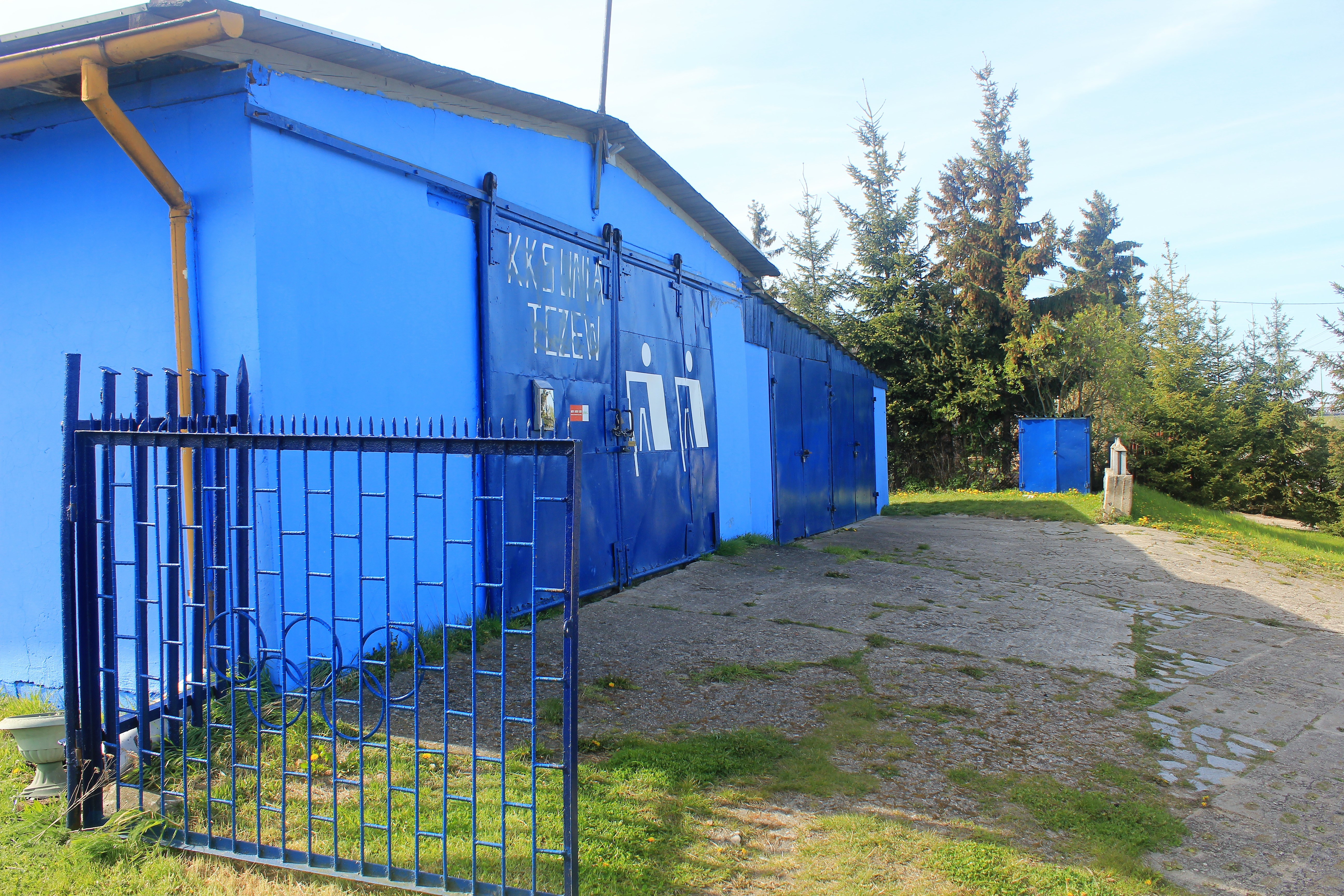
Przystań klubowa w 2017

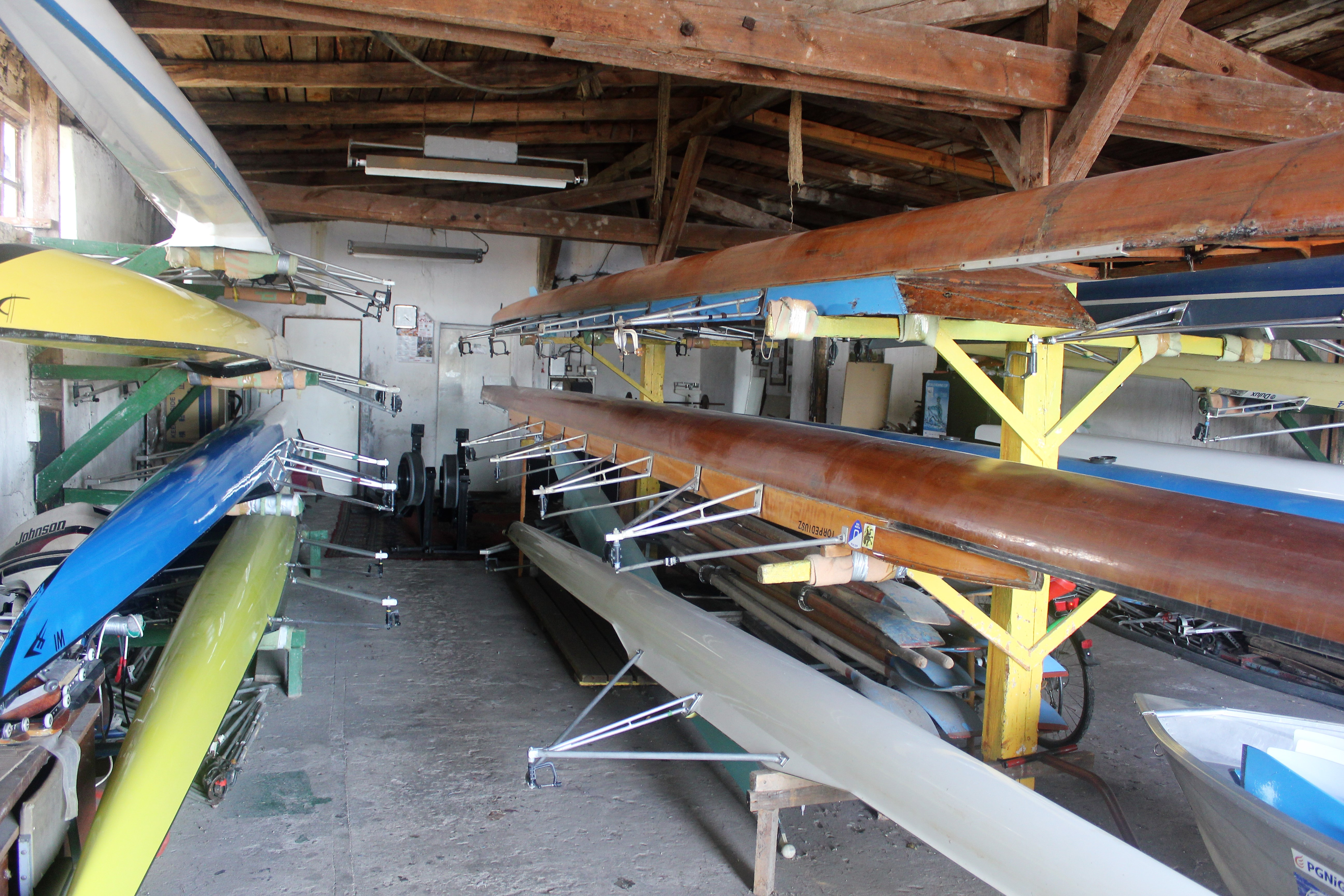
Wnętrze hangaru klubowego w 2017

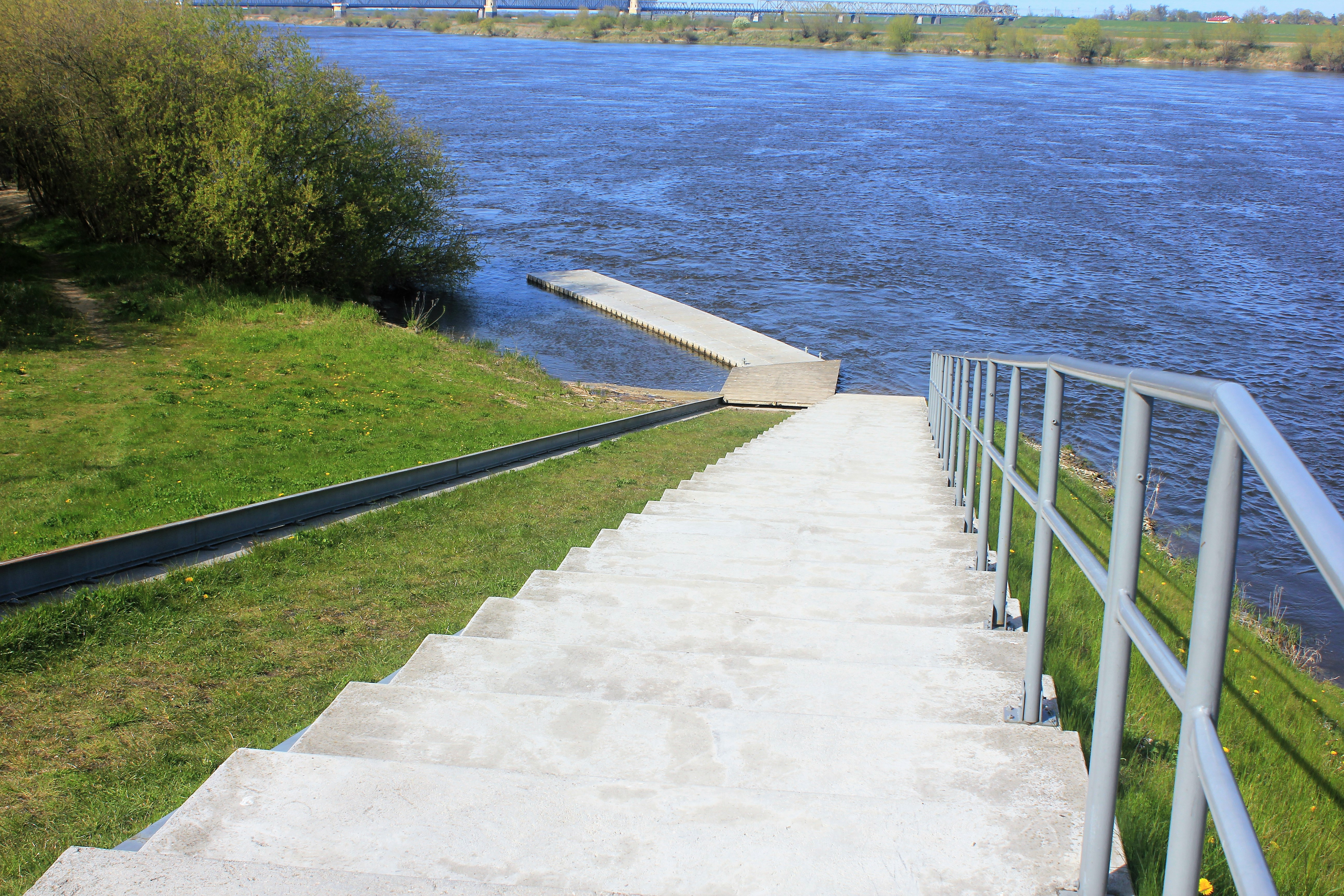
Pomost klubowy w 2017

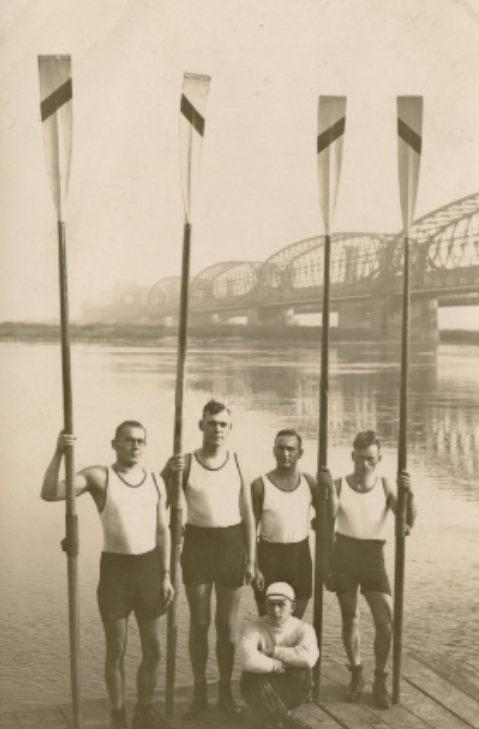
Klubowa czwórka ze sternikiem około 1930

Sekcja Wioślarska Kolejowego Klubu Sportowego „Unia” Tczew (nazywanego też: KKS Unia Tczew) – sekcja wioślarska powstała w 1926 r. na terenie Tczewa. Najstarsza nadal działająca do dziś sekcja wioślarska w województwie pomorskim.

## Historia klubu

### Dwudziestolecie międzywojenne
Sekcja powstała w 1926 przy Tczewskim Oddziale Ligi Morskiej i Rzecznej i jeszcze w tym samym roku posiadała własną przystań przy ul. Żuławskiej w Tczewie (w latach 50. zmieniono nazwę ulicy na Nadbrzeżną). Za środki pochodzące od członków, klub kupił cztery łodzie, na których treningi odbywali wioślarze. Sekcja od początku prowadziła też kursy nauki pływania. Pierwsze zawody wioślarskie zorganizowała w Tczewie 4.11.1927 – miały one charakter wewnątrzklubowy.
W roku 1929 sekcję przejął Klub Sportowy Kolejowego Przysposobienia Wojskowego „Unia” w Tczewie. W rywalizacji międzyklubowej wioślarze klubu po raz pierwszy uczestniczyli podczas Mistrzostw Polski w Bydgoszczy w 1930 roku. Czwórka ze sternikiem nowicjuszy zdobyła tam srebrny medal. Pierwsze regaty wioślarskie zorganizowane przez klub miały miejsce w Tczewie również w roku 1930. Wioślarze Unii Tczew w rywalizacji międzyklubowej uczestniczyli aktywnie do 1935 roku – później ograniczyli się do zawodów lokalnych i turystyki wioślarskiej.
Działania wojenne wstrzymały działalność klubu. Przystań została zajęta, a sprzęt pływający zdewastowany przez Niemców.

### Okres po II wojnie światowej
Zawodnicy, którzy przeżyli wojnę, działalność sekcji wioślarskiej wznowili w drugiej połowie 1946 roku. W pierwszej kolejności odzyskali przystań i przystąpili do odbudowy sprzętu treningowego. W 1949 roku wioślarze działali przy Kolejowym Klubie Sportowym, a w latach 1951-1956, w związku z komunistyczną reformą sportu, zostali włączeni jako sekcja wioślarska w struktury lokalnego Związkowego Klubu Sportowego „Kolejarz”. W roku 1956 – na fali odwilży gomułkowskiej – klub odzyskał względną samodzielność i przyjął aktualną do dziś nazwę: Kolejowy Klub Sportowy „Unia” Tczew.
W latach 50. wioślarze sekcji nie odnosili większych sukcesów – ograniczały się one do pojedynczych medali w mistrzostwach Polski juniorów. W tym czasie sternikiem w klubie był późniejszy brązowy medalista Igrzysk Olimpijskich w Rzymie w biegu na 5000 m, Kazimierz Zimny. Liczniejsze medale mistrzostw Polski – nadal w kategorii juniorów – wioślarze zaczęli zdobywać w latach 60., a klub zajmował wysokie pozycje w klasyfikacji drużynowej młodszych kategorii wiekowych. Klub rozbudował w tym czasie starą przystań przy ul. Nadbrzeżnej.
Największe sukcesy sportowe sekcja odniosła w latach 70. – zawodnicy klubu nie tylko zdobywali liczne medale imprez krajowych, ale również medale mistrzostw świata i Europy. Przede wszystkim jednak, dwie wychowanki klubu reprezentowały Polskę na igrzyskach olimpijskich. Treningi zawodników ułatwił, przekazany klubowi w 1973 roku, basen wioślarski przy tczewskim basenie krytym.  
Okres sukcesów skończył się z rokiem 1980. Bardzo zła sytuacja finansowa i sprzętowa wioślarzy Unii Tczew nie pozwalała ani na sensowne szkolenie, ani na odnoszenie większych sukcesów. Transformacja ustrojowa początku lat 90. problemy finansowe pogłębiła i pod koniec tej dekady klub poważnie rozważał rozwiązanie sekcji wioślarskiej. Ostatecznie sekcja przetrwała i po objęciu jej przez trenera M. Grubicha (byłego zawodnika klubu), od roku 2002 zaczęła ponownie odnosić pewne sukcesy. Od początku XXI wieku klub głównie koncentruje się na szkoleniu zawodników w młodszych kategoriach wiekowych.
Stan klubowej przystani (hangaru) na początku XXI wieku jest bardzo zły i wymaga remontu. Nieuregulowany stan prawny przystani uniemożliwia większe inwestycje, a sprzęt jest bardzo przestarzały. Pomimo tego, zawodnicy trenera Grubicha regularnie zdobywają medale mistrzostw Polski, a wychowanek klubu, Mateusz Biskup, zdobył medale mistrzostw świata, Europy i wystartował na igrzyskach olimpijskich w 2016.

## Wyniki sportowe sekcji

### Osiągnięcia przedwojenne
Przed II wojną światową wioślarze Unii Tczew nie odnosili znaczących sukcesów poza wygranymi w zawodach lokalnych. Nie zdobyli żadnego tytułu mistrza Polski.  
W ogólnopolskiej rywalizacji sportowej PZTW klub uczestniczył od roku 1930, z tym, że nie we wszystkich latach był to udział w zawodach liczonych w tabelach punktacyjnych. W dwudziestoleciu międzywojennym, w poszczególnych latach sekcja uzyskała następujące wyniki w klasyfikacji klubowej (dane według tabel punktacyjnych PZTW za poszczególne lata – podane zostało miejsce i ilość klubów, które zdobyły w regatach punkty i oficjalnie je sklasyfikowano):
- w 1930 – 16. miejsce na 22 kluby[10],
- w 1931 – 24. miejsce na 27 klubów[11],
- w 1932 – niesklasyfikowana[12],
- w 1933 – 37. miejsce na 42 kluby[13],
- w 1934 – 27. miejsce na 41 klubów[14],
- w 1935 – 35. miejsce na 46 klubów[15],
- w 1936-39 – niesklasyfikowana[16][17][18][19].

Warto jednak zauważyć, iż wiele klubów w rywalizacji tej nie uczestniczyło lub nie zdołało w danym roku zdobyć punktów.

### Osiągnięcia powojenne
Największymi sukcesami wioślarzy Unii Tczew jest, bez wątpienia, uczestnictwo trzech wychowanków klubu, Czesławy Kościańskiej, Mateusza Biskupa oraz Barbary Wenty-Wojciechowskiej w igrzyskach olimpijskich i zdobyte przez nich medale na mistrzowskich imprezach międzynarodowych. Dwoje pierwszych osiągnęło te sukcesy reprezentując już inne barwy klubowe, do 19 roku życia oboje startowali jednak jako zawodnicy Unii Tczew. Oprócz tego, zawodnicy klubu zdobyli w powojennej rywalizacji krajowej kilkadziesiąt medali mistrzostw Polski. Duży udział w tym miało rodzeństwo Lemke (dzieci klubowego trenera, Alberta Lemke) – aż piątka z nich była mistrzami Polski: Gabriela, Teresa, Krystyna i Danuta oraz Ryszard.
Według punktacji Polskiego Związku Towarzystw Wioślarskich, klub w ostatnich latach zajął następujące miejsca w klasyfikacji drużynowej:
- w roku 1997 – 33. miejsce na 35 sklasyfikowanych klubów[21],
- w roku 1998 – 34. miejsce na 35 sklasyfikowanych klubów[22],
- w latach 1999-2001 – niesklasyfikowany[23],
- w roku 2002 – 33. miejsce na 33 sklasyfikowane kluby[23],
- w roku 2003 – 31. miejsce na 34 sklasyfikowane kluby[23],
- w roku 2004 – 34. miejsce na 34 sklasyfikowane kluby[23],
- w roku 2005 – 33. miejsce na 36 sklasyfikowanych klubów[23],
- w roku 2006 – 33. miejsce na 34 sklasyfikowane kluby[23],
- w roku 2007 – 32. miejsce na 35 sklasyfikowanych klubów[23],
- w roku 2008 – 36. miejsce na 37 sklasyfikowanych klubów[23],
- w roku 2009 – niesklasyfikowany[23],
- w roku 2010 – 34. miejsce na 37 sklasyfikowanych klubów[23],
- w roku 2011 – 30. miejsce na 35 sklasyfikowanych klubów[23],
- w roku 2012 – 25. miejsce na 35 sklasyfikowanych klubów[23],
- w roku 2013 – 22. miejsce na 38 sklasyfikowanych klubów[23],
- w roku 2014 – 34. miejsce na 36 sklasyfikowanych klubów[24],
- w roku 2015 – 26. miejsce na 38 sklasyfikowanych klubów[25],
- w roku 2016 – 25. miejsce na 37 sklasyfikowanych klubów[26],
- w latach 2017 i 2018 – niesklasyfikowany[27][28]

## Najwybitniejsi zawodnicy

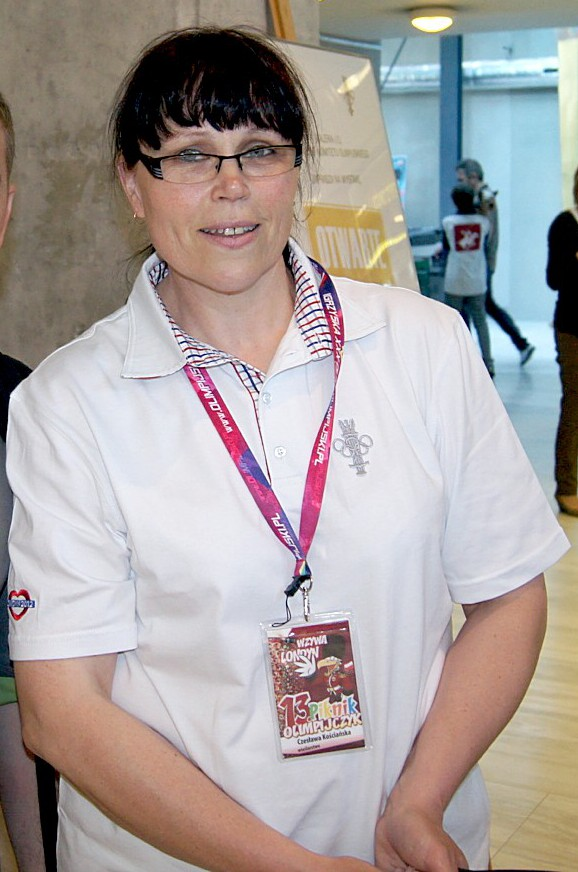
Czesława Kościańska

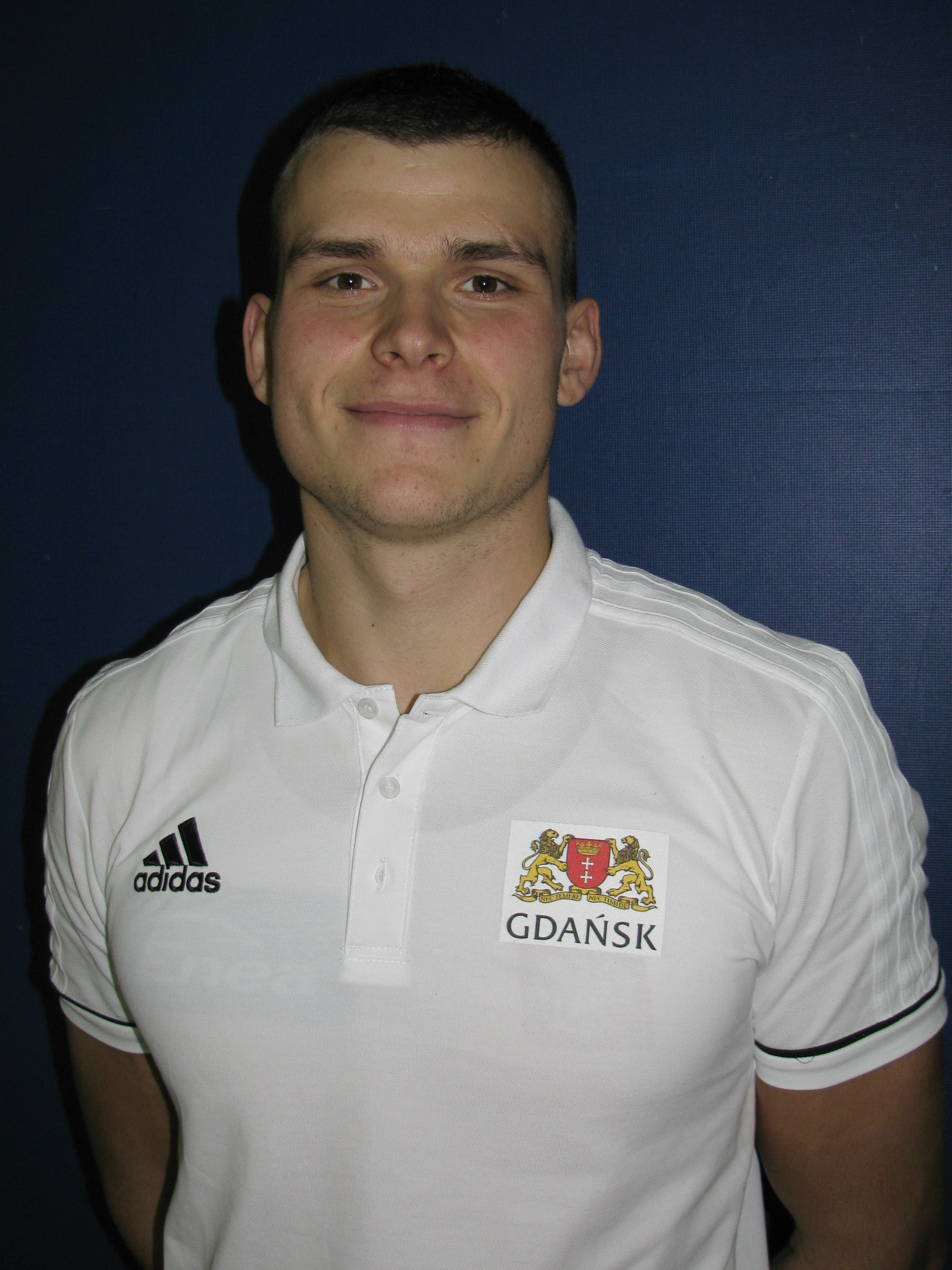
Mateusz Biskup

Najwybitniejszymi wioślarzami w historii KKS Unia Tczew byli:
Czesława Kościańska – wychowanka klubu, już jako zawodniczka gdańskich klubów: Gwardii i Gedanii była dwukrotną olimpijką, wicemistrzynią olimpijską, dwukrotną medalistką mistrzostw świata. Jej największe osiągnięcia:
- 1980 –  Igrzyska Olimpijskie w Moskwie – dwójka bez sternika –  srebrny medal,
- 1988 –  Igrzyska Olimpijskie w Seulu – czwórka ze sternikiem – VIII miejsce,
- 1982 – Mistrzostwa Świata Seniorów, Lucerna – dwójka bez sternika –  srebrny medal,
- 1979 – Mistrzostwa Świata Seniorów, Bled – dwójka bez sternika –  brązowy medal.

Mateusz Biskup – wychowanek klubu, który największe sukcesy odnosił po przejściu do AZS-AWFiS Gdańsk, a następnie do Lotto-Bydgostii Bydgoszcz. Olimpijczyk z 2016, medalista mistrzostw świata i Europy. Jego najlepsze wyniki:
- 2024 –  Igrzyska Olimpijskie w Paryżu – czwórka podwójna –  brązowy medal,
- 2016 –  Igrzyska Olimpijskie w Rio de Janeiro – czwórka podwójna – czwarte miejsce,
- 2017 – Mistrzostwa Świata, Sarasota – dwójka podwójna –  srebrny medal,
- 2019 – Mistrzostwa Świata, Ottensheim – dwójka podwójna –  brązowy medal,
- 2017 – mistrzostwa Europy, Račice – dwójka podwójna –  srebrny medal.

Barbara Wenta – wychowanka klubu, medalistka mistrzostw Europy, olimpijka. Jej największe sukcesy to:
- 1976 –  Igrzyska Olimpijskie w Montrealu – ósemka – VII miejsce[33],
- 1974 – Mistrzostwa Świata Seniorów, Lucerna – czwórka ze sternikiem – 6. miejsce,
- 1973 – mistrzostwa Europy, Moskwa – czwórka ze sternikiem –  brązowy medal[34].